# Xarxa de Museus d'Etnologia de Catalunya
La Xarxa de Museus d'Etnologia de Catalunya és una xarxa de museus de Catalunya creat el 2008 per tal de poder respondre al problema de l'escassetat dels mitjans financers i humans de la majoria dels museus etnològics. Tot i que una col·laboració formalitzada permet compartir serveis i experiències per millorar la qualitat i l'atractivitat, la creació de la xarxa va costar molts anys.
En l'actualitat reuneix tetze museus etnològics. Set participen des de l'inici: el Museu de la Val d'Aran, el Museu de les Terres de l'Ebre, el Museu Etnològic de Barcelona, l'Ecomuseu de les Valls d'Àneu, el Museu Etnològic del Montseny-La Gabella, el Museu Comarcal de la Conca de Barberà, el Museu de la Pesca de Palamós. Més endavant es va incorporar el Museu de la Vida Rural de l'Espluga de Francolí. El 2013 el Museu Etnogràfic de Ripoll va incorporar-se a la xarxa. Des d'aleshores s'han incorporat també el Museu de la Mediterrània, el Museu d'Història de la Immigració de Catalunya, i el VINSEUM. L'any 2014 la gestió va ser traspassada al Museu d'Història de Catalunya que va incorporar-se com a museu capçalera.
Va ser creat el 19 de març del 2008 al marc del Pla de Museus de la Generalitat de Catalunya del 2007. Per a la selecció dels museus s'han tingut en compte factors com el fet de ser museus registrats i oberts al públic, la importància de les seves col·leccions dins del patrimoni etnològic català, el fet de no formar part d'un altre museu nacional i el grau d'implicació en el territori on es troben.